# الله‌آباد (پاریز)
الله‌آباد یک روستا در ایران است که در بخش پاریز شهرستان سیرجان واقع شده‌است.